# Capitán Cometa
El Capitán Comet (cuyo nombre real es Adam Blake) es un superhéroe espacial, creado para la editorial DC Comics por el editor de la editorial Julius Schwartz, el escritor John Broome y el artista Carmine Infantino. Originalmente, era un personaje secundario canon de la editorial DC Comics, y ocupa una posición casi única en la historia de la editorial como un superhéroe que fuera creado entre los dos grandes períodos de la historia de las historietas de superhéroes (la Edad de Oro y la Edad de Plata). Sus primeras historias recaen en una tierra de nadie, a veces referida como "la era atómica", debido a sus historias de ciencia ficción eran las más recurrentes en la mayoría de los cómics de la época, y eran contemporáneos a la apariciones de héroes homólogos tales como Tommy Tomorrow, Space Ranger, Space Cabbie, Star Hawkins o Chris KL-99, contemporáneos de la década de los años 50, cuando muy pocos superhéroes de cómics fueron publicados y menos de una docena que tuvieron muy corta duración, e incluso en una época en que eran pocos los que se introdujeron como personajes de superhéroes.
Junto con el personaje de Marvel Comics, Namor el Sub-Marinero y Toro (compañero del original Antorcha Humana), entre los cuales, se encontraba entre los primeros mutantes metahumanos superhéroes anteriores a la década de los años 60 (ya que nació con sus poderes que son innatos), justamente anterior a la aparición de los X-Men con una diferencia de 12 años antes. Es uno de los pocos personajes de DC Comics que al no haber tenido su historia anterior cambió significativamente por los diversos eventos creados por DC Comics, eventos de continuidad que hicieron cambiar enormemente a la editorial por muchos años. Entre los eventos conocidos, el de mayor envergadura como la Crisis en las Tierras Infinitas y la Hora Cero.

## Historia sobre la publicación
El personaje del Capitán Cometa, apareció por primera vez miniserie de 10 páginas, "El origen del capitán Comet", en la cabecera insignia del título de historietas de ciencia ficción conocido como Strange Adventures Vol. 1 #9 (junio de 1951), publicado por National Comics (como era conocido en ese entonces todavía, DC Comics). Fue creado por el editor del cómic Strange Adventures Julius Schwartz, John Broome y el artista Carmine Infantino, y la historia fue escrita por John Broome (bajo seudónimo de Edgar Ray Merritt), dibujado por Carmine Infantino y entintado por Bernard Sachs. El personaje en sí, se basa en los cómics pulp de ficción del personaje conocido como Capitán Futuro. Su primera aparición, como tal, fue en realidad una historia dividida en dos partes, puesto que continuó en "Los bandidos aéreos del espacio" en Strange Adventures Vol.1 #10 (julio de 1951). A partir de la edición #12 (septiembre de 1951) Murphy Anderson asumió como artista, y señaló además que todas las apariciones del Capitán Comet en Strange Adventures continuaron hasta el #46 (julio de 1954); Sy Barry y Gil Kane terminaron por dibujar las últimas dos historias. John Broome terminó por escribir el resto de sus aventuras a lo largo de la serie.
El Capitán cometa apareció en 38 aventuras de Strange Adventures, (a falta de las ediciones #45, #47 y #48); la serie terminarían en Strange Adventures Vol. 1 #49 (octubre de 1954). Desde el principio, el Capitán Cometa aparecería en la mayoría de las portadas, elaboradas principalmente por Murphy Anderson o Gil Kane. En estas historias, variaban en longitud argumental y viñetas, que duraban entre seis a diez páginas, originalmente, abarcaban diez páginas en 1951 pero, pasaron a ocho páginas en 1952 y, finalmente, a seis páginas para mayo de 1953. Posteriormente, reaparería el personaje de nuevo en 1976, cuando el escritor Gerry Conway, y el co-guionista David Anthony Kraft lo reintrodujeron como personaje secundario en la historieta de la Sociedad Secreta de Supervillanos iniciando con la historia titulada, "No Man Shall Call Me Master" (Sociedad Secreta de Supervillanos Vol.1 #2, julio/agosto de 1976). Aparecería en la mayoría de las historias de dicho título, junto con los asociados en Sociedad Secreta de Supervillanos Especial Vol.1 #1 (octubre de 1977), hasta que fue cancelada en el #15 (junio-julio de 1978). Durante este tiempo, también apareció en Super-Team Family Giant #13 (Septiembre de 1977), una historia directamente vinculada con la serie de la Sociedad Secreta de Supervillanos, y como personaje principal por primera vez desde 1954 en una historia continuada, "Danger: Dinosaurs at Large!" en el cómic DC Special Vol.1 # 27 (abril - mayo de 1977) por Gerry Conway y el artista Arvell Jones. La serie de la Sociedad Secreta de Supervillanos sería cancelada producto de la iniciativa de publicaciones conocida como la Implosión DC. Por lo tanto, el personajereaparece´ria en otras series, puesto que el Capitán Comet ya era un personaje popular en su momento -que quedó en segundo lugar en una encuesta realizada entre los lectores para poder haber sido miembro potencial de Liga de la Justicia-, por lo que el escritor Bob Rozakis le presentó a DC Comics una propuesta para una primera serie homónima para el Capitán Cometa.
Tras la cancelación de la 'Sociedad Secreta de Supervillanos, el Capitán Cometa entró en otro hiatus, limitando a sus apariciones limitadas en pocas historias y pocas series alojaron alguna aparición del personaje en otros títulos de DC durante la década de 1980. Cuatro de ellas, fueron como las que tuvo en la maxiserie limitada, la Crisis en las Tierras Infinitas #5 (agosto de 1985), #10 (enero de 1986) y #12 (marzo de 1986), y en All-Star Squadron Vol. 1 # 53 (enero de 1986). Otras apariciones, eran haciendo equipo con Superman en el DC Comics Presents Vol. 1 # 22 (junio de 1980) y # 91 (marzo de 1986); y otra aparición adicional hecho en una historia recuento sobre su origen escrito por Roy Thomas en Secret Origins Anual Vol. 2 #1 (1987). Además, también apareció en la serie no canónica DC Challenge (1986).
Luego se convirtió en un personaje secundario, con sus apariciones esporádicas en el cómic L.E.G.I.O.N., desde el # 16 (junio de 1990). En esta serie, el Capitán Comet se convirtió en un real reemplazante de último momento del su compañero homólogo de la serie original Strange Adventures de 1950, el viajero espacial Adam Strange, debido a esto, se convirtió en un personaje regular de dicha serie, ya que de lo contrario, habría chocado con el formato que se aplicó en la serie limitada de Adam Strange, una miniserie que publicada en la misma época. Debido al renomabramiento del título L.E.G.I.O.N. al retitularse como R.E.B.E.L.S., pasó a formar parte de dicha serie, ya que L.E.G.I.O.N. había sido cancelada. Esa misma serie fue cancelada en R.E.B.E.L.S. 96´ Vol. 1 #17 (marzo de 1996), y luego tuvo una historia individual en Showcase 96´ Vol. 2 #10 (noviembre de 1996), y posteriormente no tendría otra aparición y volvería a estar en hiatus sus historias.
En 2005, con el escritor Jim Starlin, el Capitán Cometa tuvo de regreso un perfil más alto con las historietas de DC Comics desde la década de 1950, apareciendo como personaje crucial en los eventos relacionados de la miniserie limitada, la Guerra Rann-Thanagar del (2005), además, también resultó protagonista de la miniserie de 8 números de Mystery in Space Vol. 2 (2006), y coprotagonista en la secuela de Guerra Rann-Thanagar, en la denominada miniserie limitada, la Guerra Sagrada de Rann-Thanagar de 2008 y regresaría a su título original en Strange Adventures Vol. 3 de 2009, además, apareció en la maxiserie semanal 52 Vol. 1 de 2006 y apareció también en el evento conocido como Crisis final (2008). Recientemente, volvió a ser un personaje regular en la última serie del cómic R.E.B.E.L.S. Vol. 2 de 2009.

## Biografía ficticia del personaje

### 1950:Strange Adventures
Capitán Comet, también llamado como el "primer hombre del futuro", es un mutante metahumano "nacido cien mil años antes de su tiempo", como siempre era la introducción en Strange Adventures, nació en el año 1931, cuyos padres, era una pareja de granjeros del Medio Oeste estadounidense. Su "metagen" fue provocado por la acción de una radiación de un cometa que pasaba por la Tierra cuando nació.
Adam Blake descubrió sus poderes únicos, a medida que creció, ya a la edad de cuatro años encontró al instante un anillo que su madre había perdido ("sólo sabía que estaba allí"), y a los ocho años de edad demostró tener memoria fotográfica mediante la lectura rápida de toda una enciclopedia y retener la información consignada en el libro. Otras habilidades se fueron manifestando casi al instante: ya podía tocar instrumentos musicales sin una formación y en secreto ya era experto en cualquier deporte de nivel olímpico, incluso, capaz de romper récords. En la escuela secundaria le guardo el secreto de sus poderes a compañero de clase después de tener un colapso mental y fingir por ello su muerte, a pesar ello, sus poderes lo hacían sentir aislado de los demás seres humanos debido a sus diferencias con respecto a ellos. Después de salir de la escuela se convirtió en bibliotecario en Midwest City, donde buscó la ayuda de un físico de renombre, el profesor Emery Zackro, quién lo puso a una serie de pruebas y descubrió Adam era un mutante, el cual postuló que era "la forma inversa de un retroceso evolutivo, un espécimen accidental del ser humano del futuro". Su personaje como Capitán Cometa comenzó cuando Adam usó sus poderes para intervenir en un robo efectuado por unos delincuentes que intentaron robar un dispositivo científico avanzado inventado por el profesor Zackro. Inmediatamente después de esto, Blake y el profesor coincidieron con que Blake debeía convertirse en un superhéroe a tiempo completo, gracias a sus poderes que obtuvo, por lo que hizo su primera aparición en público como Capitán Cometa luchan contra un gigante, que buscaba realizar la terraformación de la Tierra con Robots que pertenececían a una raza alienígena que buscaba un mundo para colonizar. Durante esta tarea, Adam trabajó y construyó una versión de un prototipo de una nave espacial que el Profesor Zackro había diseñado, y que se convertiría en su nave espacial personal, denominada, El Cometeer, se añadió a su equipamiento un traje espacial y una pistola de aturdimiento, que también fue inventado por el profesor.
Durante los próximos tres años salvaría a la Tierra luego de múltiples intentos de invasiones de especies exóticas, y también logró explorar el espacio con la nave El Cometeer, también además, ayudó a otras civilizaciones y salvó a hermosas doncellas exóticas que se encontraban en peligro. Durante este período utilizó en gran medida su inteligencia aumentada, y sus habilidades para leer la mente para poder ayudar a resolver diferentes problemas, rara vez recurriendo a soluciones físicas. Entre sus aventuras más extrañas, el Capitán Cometa luchó contra unos alocados dioses griegos, en el mismo espacio, luchachó contra dinosaurios y criaturas alienígenas, y se enfrentó contra una súper-potencia de simios malvada varias. En algún momento, después de 1954, desapareció en el espacio el Capitán Cometa con su nave El Cometeer cuando realizaba otra expedición de exploración espacial, pero esta vez no volvió por más de 20 años.

### Aparición en la historieta LaSociedad Secreta de Supervillanos,Super Family Teamy otras series: 1970 - 1980
En 1976, el capitán Cometa regresó a la Tierra finalmente, se desconocía su edad, pero regresó con un nuevo traje de protección especial, en lugar de su antiguo traje espacial, y con mejoras de sus capacidades, como el control de su aspecto mental (aunque vestía con ropa de 1950) y con un punzón físico de gran alcance, así como un mejor desarrollo de su fuerza mental, super velocidad, y una capacidad para manipular objetos. También tenía una explicación para su ausencia, y fue que siempre se sintió excluido de los seres humanos normales debido a sus poderes: "Desde hace 20 años decidió apartarse de la tierra dedicándose a explorar el cosmos, y tomando diferente rutas espaciales, buscándose a sí mismo." También hizo mención que "Ha estado toda la galaxia al menos la ha recorrido dos veces." Después de interpretar mal una batalla entre Linterna Verde y Gorila Grodd, bajo la manipulación de algunos trucos hechos por el Gorila Grodd, terminó uniéndose erróneamente a la Sociedad Secreta de Supervillanos y luchó con Darkseid y las fuerzas de Apokolips con ellos. Más tarde, luego de este suceso, abandonó rápidamente ese equipo, lugo de ayudar a derrotarlos con la Liga de la Justicia, quién después le ofrecieron una menbresía, pero la rechazó miembro de pleno derecho, a pesar de eso, pero se convirtió en miembro honorario y se instaló en su sede satélite. Después de luchar contra Cronos y unos dinosaurios en la ciudad Gótica, el Capitán continuó su cruzada contra la Sociedad Secreta de Super Villanos a pesar de una serie de reveses que tuvo que fueron orquestados por Gorilla Grodd.
Aunque estuvo presente en la boda del profesor Ray Palmer (conocido como Atom) y Jean Loring varios meses más tarde, el Capitán Cometa permaneció fuera del radar durante casi dos años, apenas se estuvo en contacto con Superman cuando el efectos mutágenos del cometa que le dieron sus poderes cambiaron notablemente, convirtiéndole en un Cometa humano, cuyos poderes fluctuaron ampliamente. Con la ayuda de Superman localizó al cometa y estabilizaron sus poderes, con la ayuda de Superman. Se necesitó de nuevo seis años más para reaparecer, cuando Superman necesitó la ayuda del Capitán para detener al villano Brain Storm trató de incrementar sus poderes al intentar robarle los poderes al Capitán Cometa, que accidentalmente lo hizo evolucionar a una forma más avanzada de manera temporal.

### Post-Crisis: SeriesL.E.G.I.O.N./R.E.B.E.L.S.(Década de los años 90)
Con el paso de los siguientes años a la Crisis en las Tierras Infinitas, el Capitán Cometa, apareció tras dicho evento luego de estar "vagando por las estrellas... y a la deriva", antes de ser capturado en el espacio por el forajido fuera de la ley Dagón-Ra. había adquirido nuevos poderes, como el poder de invulnerabilidad, telequinesis y mayor fuerza. Posteriormente, sería rescatado por L.E.G.I.O.N., donde se recuperaba en el hospital sede del cuartel general y fue invitado a unirse a ellos poco después, algo que haría más tarde un año después.
Su implicación con L.E.G.I.O.N. apareció en un rol secundario con el equipo. Se enamoraría de miembro colega científico llamada Marij'n Bek, que le en muchas ocasiones, producto de sus cambios de su salud causados por sus alterados cambios en sus poderes, especialmente cuando estudió los dolores de cabeza masivos que sufría con frecuencia. Estos fueron el resultado de una posesión por una psico-criatura cuando se encontraba en el espacio antes su encuentro previo con L.E.G.I.O.N.; finalmente fue purgado por Vril Dox, dejando al Capitán una vez más hospitalizado durante meses. Poco después, aparentemente fue asesinado por Lady Quark que había sido expuesto accidentalmente por el villano Parásito. Posteriormente, estuvo en una aventura donde quedó atrapado bajo una montaña en el planeta Ith'kaa, logró sobrevivir y logró excavar para lograr poder escapar, utilizó su conocimiento para manipular a la población indígena salvaje para que alcanzan el nivel tecnológico que le permitieran construir una nave espacial (donde se explica más adelante, sin ironía, que le tomó seis meses industrializar a una sociedad tribal porque estos "eran lentos para aprender"). Regresando al equipo que había sido reformado como R.EB.E.L.S., el equipo original de L.E.G.I.O.N., le contó que el hijo de Vril Dox, Lyrl, había lavado el cerebro de los miembros de L.E.G.I.O.N., hecho que los principales miembros de L.E.G.I.O.N. fueran considerados fugitivos, y que posteriormente su cuartel sería tomado por estos mismos; Maryj'n y el Capitán formaron un movimiento de resistencia para liberar a la población y derrocar Lyrl, ya que fueron claves para que fueran derrotados. Como resultado, el Capitán Cometa se convirtió en el nuevo líder de la nueva, L.E.G.I.O.N. reformada ahora como R.E.B.E.L.S.
Durante este periodo, el Capitán Cometa obtuvo (con Tyrone, un clon de un perro bulldog creado artificialmente con sus poderes telepáticos) en el edificio Zelazny en la "Estación Espacial Hardcore", una estación espacial satélite comercial corrupta con una población de varios millones de dólares en una zona libre del espacio que vivían entre un número determinado de civilizaciones comerciales.

### Década del 2000:Más allá de la Crisis Infinita

#### Thanagar-Rann War
En algún momento indefinido, en los próximos diez años, el Capitán Cometa renunció como líder y se convirtió en asesor pago independiente y agente al servicio de Vril Dox, que tomó las riendas de nuevo de L.E.G.I.O.N.. Él fue visto con Dox estando bajo contrato con el planeta Ancar, que había sido invadida por la raza alienígena conocida como los Khunds durante la Guerra Rann-Thanagar; tras la intervención el entonces Linterna Verde Kyle Rayner, decidió quedarse y ayudarlos a poner fin a la guerra. La primera vez que acompañó a Kyle al destruido planeta Thanagar, se construyó una cúpula protectora y terraformaron la tierra para crear un entorno seguro para los sobrevivientes. Luego se uniría a Adam Strange y al Hombre Halcón para defender a los sobrevivientes de Rann y Thanagarluego que muchos de ellos se volvieron contra lleos producto de que quedaron bajo el control del demonio Onimar Synn, que jugó un papel decisivo en la destrucción.

#### Mystery in SpaceVol.2 (2006)
Un año después de los acontecimientos de la Crisis Infinita, el Capitán Cometa fue capturado y torturado por Lady Styx, lo que le obligó a deshacerse de su conciencia primaria de su cuerpo antes de que muriera. Su auto-psíquis se fusionó brevemente con la mente de The Weird, que había estado a la deriva en el espacio desde su muerte, y ambos de algún modo reaminaron y volvieron a la vida en nuevos cuerpos. ya estando en el nuevo cuerpo del Capitán Cometa, regresó a la estación Hardcore, con ojos de oro, un físico joven de 20 años de edad, y la capacidad de poder teletransportarse, a pesar de que había perdido algo de fuerza. Acortó su nombre al llamarse simplemente Cometa y el fomento de la idea errónea de que era su propio sobrino, buscando los restos de su antiguo cuerpo en la estación Hardcore, descubriendo que había sido robado por la Corporación Iglesia de la Luz Eterna y que estaba siendo perseguido por un equipo de sus asesinos telepátas. Posteriormente, irrumpiría en el edificio de la Corporación de la Luz Eterna, descubriendo que unos telépatas clonados les hicieron un lavado de cerebro, y que estaban siendo utilizados para crear a un ser a partir de los restos carbonizados de su cadáver, donde finalmente los destruyó. Luego de convertirse en un fugitivo, escondido de la Corporación de la Luz Eterna, para que no pudieran utilizar su nuevo cuerpo para continuar sus clonaciones, permitiendo que miles de residentes la estación espacial Hardcore muerieran, cuando la Corporación de la Luz Eterna cortó el soporte vital a toda una zona de la estación espacial Hardcore para obligar a rendirse al Capitán Cometa. Eventualmente destruyó a todos los clones y matando también en el proceso a cientos de seguidores de la Iglesia de la Corporación de la Luz Eterna.

#### Rann-Thanagar Holy War,Strange AdventuresVol. 3 yR.E.B.E.L.S.Vol.2 (2009)
Luego del intento de asesinato por parte un seguidor sobreviviente de la Corporación de la Luz Eterna cuando se presentó un resurgimiento de la fe, Cometa aceptó una oferta por parte de Adam Strange de dejar la estación Hardcore y ayudar a sofocar el creciente fanatismo religioso en Rann. Él terminó trabajando con Adam Strange, Hawkman, Starfire, The Weird, y el Príncipe Gavyn, también conocido como Starman, contra las influencias del señor de la guerra Synnar (un tirano cósmico que ha estado detrás de la denominada Iglesia de la Corporación de la Luz Eterna) junto con Lady Styx en Rann y Thanagar (desde el momento en el cual se había desarrollado la guerra entre los planetas Rann y Thanagar). Su interferencia temporal fue clave para los planes del Señor Synnar para llegar a un plano superior de existencia.
Más tarde, Cometa aprende que el futuro espíritu de Synnar estará destinado a ser uno de "Los seis aberrantes"; un grupo fundamental que existirá para prevenir que Synnar (atrapado en el cuerpo de Weird) sea el destinado a destruir el universo. Al final, Los seis aberrantes finalmente no formarían, y el futuro Synnar se vio obligado a salir después de que su amigo mercenario Cometa, vio que moriría a manos del dios supremo y futuro enemigo Synnar. Cometa confió en su compañero robot, Orbe, para vigilarlo, hasta que Synnar volviera a "continuar con sus negociaciones". Cometa regresaría a la estación de Hardcore, y casi de inmediato se volvió a unir a los R.E.B.E.L.S. de Vril Dox.

### The New 52
Al final de la edición #12 de Action Comics durante Los Nuevos 52, el Capitán Cometa se reveló asimismo como uno de los primeros Neo Sapiens, desarrollados a partir de un experimento creado por una especia proveniente de la nube de Oort, para encontrar a otros similares que evolucionaran de manera similar, incluyendo a la sobrna de Lois Lane, Suzie.
Acá, es llamado simplemente "Cometa", el personaje vuelve a aparecer en el cómic de Supergirl Vol.3 #36 como miembro prominente de Academia Crisol.

## Otras versiones
Capitán Comet también ha aparecido en varios títulos de DC Comics, que no encajan, en algunos casos, en continuidad normal:
- DC Challenge (noviembre de 1985 a octubre de 1986);

- Kingdom Come (1996), el aclamado miniserie del sello Elseworlds, en la que el Capitán Cometa era un miembro de la Liga de la Justicia reformada de Superman. Fue elegido por Superman para ser guardián del Gulag, la instalación/prisión para metahumanos que optaron por desafiar a la Liga de la Justicia, y murió en un motín en la cárcel.

- En el Elseworld The Golde Age (1991), una miniserie del sello Elseworlds donde el Capitán Cometa hizo una breve aparición en la edición final. Esto se llevó a cabo en 1951, el primer año de su carrera durante su lucha contra el crimen.

- En el Elseworld "Universo Tangente" también conocida como Tierra 9, el Capitán Cometa era un superhéroe afroamericano partir de esa realidad, proveniente de Chicago que murió en Checoslovaquia tratando de evitar una guerra en Europa. Él resucitó, y buscó venganza contra el bombardeo de una base del Ejército de Estados Unidos.

- También hizo una breve aparición en el Mundo Alternativo de cuento de JLA: Otro clavo (2004), cuando todos los períodos del tiempo se fusionaron.

- Una versión anterior del Capitán Comet luchó contra la tiranía de Vril Dox en el crossover Armageddon 2001. Perdió a su esposa de aquel entonces en batalla, Marijin, y él mismo se suicida.[61]

## Poderes y habilidades
El Capitán Cometa es supuestamente el pináculo de la evolución humana. Sus funciones mentales mutantes no sólo le dan un nivel de genio I.Q., sino que le dotan de una memoria fotográfica, y telepatía, que le permite leer la mente o el control de las personas (incluyendo la de razas alienígenas). Tiene poderes telequinéticos, que le permiten usar sus pensamientos para mover, levantar y alterar la materia sin contacto físico, elevar mentalmente cualquier cosa y volar a alta velocidad, crear barreras de la fuerza psíquica para desviar el ataque físico, y ráfagas de fuego de energía psiónica que provoca un disturbio con un impacto de conmoción, a veces en forma de rayos o explosiones que causan incendios artificiales. Su escudo telequinético le puede proteger de forma simultánea del vacío del espacio y rodearlo de un ambiente respirable.
El cerebro del Capitán Cometa también contiene centros sensoriales evolucionados que le permiten tener habilidades de clarividencia y "ver" eventos fuera de su rango de visión. Su fisiología original evolucionó y le hizo ser sobrehumanamente fuerte y resistente, suficiente como para levantar una gran nave espacial y luchar cara a cara con seres tan poderosos como Lobo o Darkseid. Luego de su resurrección, sin embargo, su poder físico se redujo de manera significativa, a pesar de que sus capacidades mentales y psionicas han mejorado. También adquirió una capacidad de teletransporte que puede ser utilizado con los demás, así como a sí mismo, pero normalmente requiere varias horas para recargarse después de cada "teletransportación".

## Apariciones en otros medios

### Televisión
- Capitán Comet apareció en la serie Batman: The Brave and the Bold en el episodio "El sitio de Starro" Parte 1.

## Reimpresiones
- Varias historias de la década de 1950 del cómic de Strange Adventures fueron reimpresas en Mystery in Space: Lo mejor de la ciencia ficción de DC Comics. Editor Uslan, Michael (Fireside Books / Simon y Schuster, 1980) ISBN 0-671-24775-1
- Lashistorias presentadas en DC Comics Presents en la edición #22 (junio de 1980) fue reimpreso en Showcase Presents: DC Comics Presents Superman Team-Ups Vol. 1, (Paperback) 512 páginas (DC Comics, 2009) ISBN 1-4012-2535-7
- La serie de 2006 del cómic de Mystery in Space ha sido reimpreso en dos volúmenes:

- Mystery in Space con el Capitán Cometa: Volumen Uno (Paperback), 208 páginas (DC Comics, 2007) ISBN 1-4012-1558-0
- Mystery in Space con el Capitán Cometa: Volume Dos (Paperback), 288 páginas (DC Comics, 2008) ISBN 1-4012-1692-7

- El La serie limitada Guerra Sagrada Thanagar-Rann fue reimpresa en dos volúmenes.
- El Strange Adventures Vol.3 fue reimpreso.